# Île Otoque
L'île Otoque est une île du Panama, appartenant administrativement à la  province de Panama, dans le golfe de Panama .

## Description
Cette île était à l'origine peuplée par des groupes indigènes dirigés par les caciques Careta, Tatalao et Estivá, qui ont combattu sur le continent contre les Espagnols.
Actuellement, la population de l'île est constituée d'un métissage similaire à celui d'autres régions de l'intérieur du pays. Cette population est divisée en deux groupes situés aux extrémités opposées de l'île, qui constituent les corregimientos d' Otoque Oriente et d' Otoque Occidente. L'économie de cette île repose principalement sur la pêche et l'agriculture de subsistance .